# مايكل ألميرادا
مايكل ألميرادا (بالإنجليزية: Michael Almereyda)‏ (و. 1959  م) هو كاتب سيناريو، ومخرج أفلام، ومنتج أفلام أمريكي، ولد في أوفرلاند بارك.

## التعليم
تعلم في جامعة هارفارد
.

## جوائز
حصل على جوائز منها:

زمالة غوغنهايم

## وصلات خارجية
- مايكل ألميرادا على موقع IMDb (الإنجليزية)
- مايكل ألميرادا على موقع قاعدة بيانات الأفلام العربية
- مايكل ألميرادا على موقع ألو سيني (الفرنسية)
- مايكل ألميرادا على موقع أول موفي (الإنجليزية)
- مايكل ألميرادا على موقع إن إن دي بي (الإنجليزية)
- مايكل ألميرادا على موقع قاعدة بيانات الفيلم (الإنجليزية)
- مايكل ألميرادا على موقع كينوبويسك (الروسية)